# Schönleinstraße (metrostation)
Schönleinstraße is een station van de metro van Berlijn, gelegen onder de Kottbusser Damm, die ter plaatse de grens tussen de stadsdelen Neukölln en Kreuzberg vormt. Het metrostation opende op 17 juli 1927 als een van de eerste drie stations van lijn D, de huidige U8, waarvan het een half jaar lang het noordelijke eindpunt was. De Schönleinstraße, een zijstraat aan de Kreuzbergse zijde van de Kottbusser Damm, is genoemd naar de medicus Johann Lukas Schönlein.
De bouw van lijn D, ook bekend als GN-Bahn (van Gesundbrunnen-Neukölln), verliep bepaald niet op rolletjes. Na de Eerste Wereldoorlog ging de AEG-Schnellbahn-AG, dochteronderneming van AEG en eigenaar van de nog in aanbouw zijnde lijn, failliet en werden de werkzaamheden stilgelegd. Het project verviel aan de stad Berlijn, die de bouw vanwege haar eigen financiële situatie pas in 1926 weer kon oppakken. Op 17 juli 1927 kon in het zuiden van de stad het eerste, slechts anderhalve kilometer lange traject Schönleinstraße - Hermannplatz - Boddinstraße in gebruik genomen worden. Verlengingen volgden in kleine etappes; in februari 1928 werd de lijn doorgetrokken naar Kottbusser Tor, één station ten noorden van Schönleinstraße, en na nog enkele verlengingen was het project in 1930 voltooid.
Station Schönleinstraße, een beschermd monument, werd zoals alle stations van de GN-Bahn ontworpen door Alfred Grenander en Alfred Fehse. De architecten ontwikkelden een standaardtype voor de lijn, waarvan Schönleinstraße een goed voorbeeld is. Net als in de stations Rosenthaler Platz, Heinrich-Heine-Straße en Leinestraße wordt het dak in twee gewelven verdeeld door een rij pilaren op het midden van het eilandperron. Een nieuwigheid van de stations van lijn D was de aanwezigheid van tussenverdiepingen; de oudere metrostations bevinden zich veelal op geringe diepte en hebben uitgangen die rechtstreeks naar de straat leiden. De stations van de GN-Bahn kregen ieder een eigen herkenningskleur, die echter niet, zoals op andere lijnen, in een vaste volgorde werd afgewisseld. Station Schönleinstraße werd bekleed met glanzende, grijze keramische tegels, die vanwege een speciale brandtechniek diverse kleureffecten laten zien.

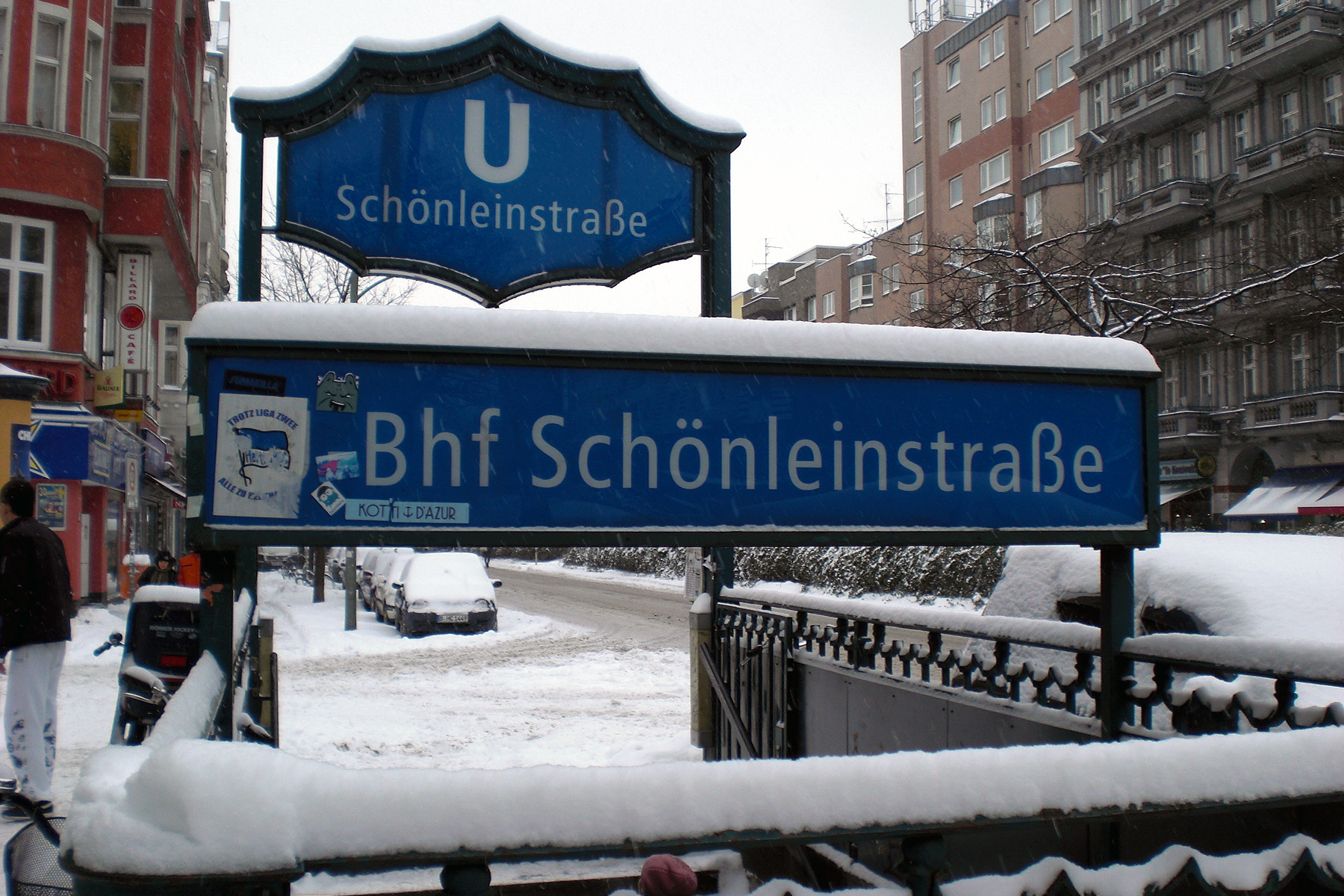
Ingang van station Schönleinstraße

In juli 1951 werd het station hernoemd tot Kottbusser Damm. Toen station Schönleinstraße in 1992 zijn oude naam terugkreeg, kwamen de oorspronkelijke witte stationsborden met zwarte letters weer tevoorschijn. De kleurstelling van deze borden was in de overige stations op de lijn omgedraaid ten behoeve van een betere leesbaarheid.
Het station is momenteel alleen bereikbaar via trappen, maar uiteindelijk moeten alle Berlijnse metrostations van een lift voorzien zijn. De inbouw van een lift in station Schönleinstraße zal volgens de prioriteitenlijst van de Berlijnse Senaat pas na 2010 plaatsvinden.